# Роклин (Калифорнија)
Роклин (енгл. Rocklin) град је у америчкој савезној држави Калифорнија. По попису становништва из 2010. у њему је живело 56.974 становника.

## Демографија
Према попису становништва из 2010. у граду је живело 56.974 становника, што је 20.644 (56,8%) становника више него 2000. године.
| Група             | 2000.          | 2010.          |
| Белци             | 30.315 (83,4%) | 43.008 (75,5%) |
| Афроамериканци    | 330 (0,9%)     | 858 (1,5%)     |
| Азијати           | 1.510 (4,2%)   | 4.105 (7,2%)   |
| Хиспаноамериканци | 2.874 (7,9%)   | 6.555 (11,5%)  |
| Укупно            | 36.330         | 56.974         |